# Erandiogoikoa
Erandiogoikoa är en ort i Spanien.   Den ligger i provinsen Bizkaia och regionen Baskien, i den norra delen av landet, 300 km norr om huvudstaden Madrid. Erandiogoikoa ligger 50 meter över havet och antalet invånare är 985.
Terrängen runt Erandiogoikoa är kuperad åt sydost, men åt nordväst är den platt.Runt Erandiogoikoa är det mycket tätbefolkat, med 6 019 invånare per kvadratkilometer. Närmaste större samhälle är Bilbao, 5,5 km söder om Erandiogoikoa. Runt Erandiogoikoa är det i huvudsak tätbebyggt.